# Andrij Hryvko
Andrij Askoldovytsj Hryvko, ook bekend onder de naam Andriy Grivko (Oekraïens: Андрій Аскольдович Гривко) (Simferopol, 7 augustus 1983) is een Oekraïens voormalig wielrenner die het merendeel van zijn carrière reed voor Astana Pro Team.

## Carrière
In de wegwedstrijd op de Olympische Spelen in Rio de Janeiro eindigde Hryvko op plek 41, op ruim twaalf minuten van winnaar Greg Van Avermaet. Vier dagen later werd hij achttiende in de tijdrit.
In februari 2017 was hij tijdens de Ronde van Dubai betrokken bij een incident met Marcel Kittel. Hij zou de Duitser tijdens een rit een klap hebben gegeven, waarna hij uit koers werd genomen. In april werd hem een 45 dagen lange schorsing opgelegd, van 1 mei tot 14 juni. In de tussentijd kon hij wel gewoon aan wedstrijden deelnemen, zo kon hij vier dagen voor zijn schorsing nog een tweede plaats bemachtigen in de Ronde van Romandië.

## Belangrijkste overwinningen
2004
Eindklassement Giro delle Regione, Beloften
Eindklassement Ronde van Toscane, Beloften
2005
 Oekraïens kampioen tijdrijden, Elite
2006
 Oekraïens kampioen tijdrijden, Elite
2008
 Oekraïens kampioen tijdrijden, Elite
2009
 Oekraïens kampioen tijdrijden, Elite
2012
 Oekraïens kampioen tijdrijden, Elite
 Oekraïens kampioen op de weg, Elite
2013
1e etappe Ronde van Spanje (ploegentijdrit)
2016
3e etappe La Méditerranéenne
Eindklassement La Méditerranéenne
2018
 Oekraïens kampioen tijdrijden, Elite

## Resultaten in voornaamste wedstrijden
| Jaar | Ronde van Italië | Ronde van Frankrijk | Ronde van Spanje |
| ---- | ---------------- | ------------------- | ---------------- |
| 2005 |                  | 78e                 |                  |
| 2006 |                  | opgave              |                  |
| 2007 |                  | 78e                 |                  |
| 2008 |                  |                     | 42e              |
| 2009 | 22e              |                     |                  |
| 2010 | 70e              | 135e                |                  |
| 2011 |                  | 143e                |                  |
| 2012 |                  | 43e                 |                  |
| 2013 |                  |                     | 101e             |
| 2014 |                  | 95e                 |                  |
| 2015 |                  | 64e                 |                  |
| 2016 |                  | 86e                 |                  |
| 2017 |                  | 120e                |                  |
| 2018 |                  |                     |                  |

| Jaar | Milaan-San Remo | Gent-Wevelgem | Ronde van Vlaanderen | Amstel Gold Race | Luik-Bast.‑Luik | Ronde van Lombardije | Waalse Pijl |  | WK op de weg |  | Wereldranglijsten |
| ---- | --------------- | ------------- | -------------------- | ---------------- | --------------- | -------------------- | ----------- |  | ------------ |  | ----------------- |
| 2005 |                 |               |                      |                  |                 | 49e                  |             |  | opgave       |  |                   |
| 2006 |                 |               |                      | 24e              | 17e             | 68e                  | 33e         |  | 112e         |  |                   |
| 2007 |                 |               |                      | 88e              | opgave          | 78e                  | 87e         |  | opgave       |  | 121e (UPT)        |
| 2008 |                 |               |                      | 141e             | 110e            | 48e                  | 38e         |  | 5e           |  |                   |
| 2009 | 104e            |               |                      |                  |                 |                      |             |  | 53e          |  |                   |
| 2010 | 26e             | 41e           | 67e                  | 40e              | 105e            | opgave               | 96e         |  | opgave       |  |                   |
| 2011 | 91e             | 111e          | 64e                  | 110e             |                 | 45e                  | 92e         |  |              |  | 128e (UWT)        |
| 2012 |                 |               |                      | 78e              | 97e             | opgave               | 86e         |  | 31e          |  | 212e (UWT)        |
| 2013 | 48e             | 28e           |                      | 35e              | 62e             |                      | 36e         |  | 5e           |  | 69e (UWT)         |
| 2014 | 51e             | 79e           | 59e                  | 90e              | 119e            |                      | 79e         |  | 44e          |  | 80e (UWT)         |
| 2015 | 77e             | 30e           | 38e                  | 59e              | 90e             |                      | 79e         |  | 46e          |  | 90e (UWT)         |
| 2016 | 82e             | 19e           | opgave               | 51e              | 35e             | opgave               | 45e         |  |              |  |                   |
| 2017 | 111e            | 40e           | 86e                  | opgave           | 137e            | 47e                  | 136e        |  | 78e          |  | 107e (UWT)        |
| 2018 |                 |               |                      | 69e              |                 |                      | 59e         |  | opgave       |  |                   |

## Ploegen
- 2005 –  Domina Vacanze
- 2006 –  Team Milram
- 2007 –  Team Milram
- 2008 –  Team Milram
- 2009 –  ISD-Neri
- 2010 –  Astana
- 2011 –  Pro Team Astana
- 2012 –  Astana Pro Team
- 2013 –  Astana Pro Team
- 2014 –  Astana Pro Team
- 2015 –  Astana Pro Team
- 2016 –  Astana Pro Team
- 2017 –  Astana Pro Team
- 2018 –  Astana Pro Team

Wielerploegen van Andrij Hryvko
Belli ·
Bertolini · 
Bonfanti · 
Borghi ·
Cadamuro · 
Celestino ·
Cortinovis ·
Fertonani ·
Furlan ·
Ghisalberti ·
Gobbi ·
Grigoli ·  
Hontsjar ·
Hryvko · 
Iglinski · 
Ivanov ·
Jurčo ·
Lorenzetto ·  
Ludewig ·
Noeritdinov ·
Quaranta ·
Rigotto ·
Solari ·
Valoti ·
Vanotti ·
Visconti ·
Djoedja (stagiair) ·
Scognamiglio (stagiair) ·
Zagorodni (stagiair)
Becke ·
Cadamuro ·
Celestino ·
Cortinovis ·
den Bakker · 
Djoedja ·  
Ghisalberti ·
Gobbi · 
Grabsch ·
Haueisen ·
Hryvko · 
Iglinski ·
Jurčo · 
Knees ·
Lorenzetto · 
Müller ·
Musiol ·
Ongarato ·   
Petacchi ·
Poitschke ·
Rigotto ·
Sabatini ·
Sacchi ·   
Schröder ·
Scognamiglio ·
Siedler ·
Vanotti ·
Velo ·
Visconti ·
Zabel
Astarloa ·
Celestino ·
Cortinovis ·
Djoedja ·  
Ghisalberti ·
Grabsch ·
Haueisen ·
Hryvko · 
Jurčo · 
Knees ·
Lancaster ·
Lorenzetto · 
Müller ·
Ongarato ·   
Petacchi ·
Poitschke ·
Rigotto ·
Sabatini ·
Sacchi ·   
Schröder ·
Schwager ·
Scognamiglio ·
Sieberg ·
Siedler ·
Terpstra ·
Velo ·
Zabel ·
Barla (stagiair) ·
Orlandi (stagiair) ·
Salvi (stagiair)
Astarloa (tot 31/05) ·
Barla ·
Djoedja ·  
Eichler ·
Gajek ·
Ghisalberti ·
Grabsch ·
Haueisen ·
Hryvko · 
Jurčo · 
Knees ·
Kux ·
Lancaster ·
Müller ·
Ongarato ·   
Petacchi (tot 30/04) ·
Poitschke ·
Rigotto ·
Roels ·
Sabatini ·
Schröder ·
Schwager ·
Terpstra ·
M. Velits ·
P. Velits ·
Velo ·
Zabel ·
Geschke (stagiair) ·
Hassink (stagiair) ·
Schluter (stagiair)
Bazajev ·
Contador ·
A. Davis ·
S. Davis ·
de la Fuente ·
Dmitriev ·
Dyaçenko ·
Fofonov ·
Gasparotto ·
Goerov ·
Hernández ·
Hryvko ·
M. Iglinski · 
V. Iglinski ·
Jufré ·
Kirejev ·
Navarro ·
Nepomnyaşşïy ·
Noval ·
Pereiro ·
Raimbekov ·
Renev ·
Selvaggi ·
Štangelj ·  
Tiralongo · 
Vinokoerov ·
Zejts
Bazajev ·
Clarke ·
Davis ·
Di Grégorio ·
Dyaçenko ·
Fofonov ·
Gasparotto ·
Hryvko ·
M. Iglinski · 
V. Iglinski ·
Jufré ·
Kangert ·
Kasjetsjkin ·
Kessiakoff ·
Kirejev (tot 15/08) ·
Kišerlovski ·
Kreuziger ·
Lorenzetto ·
Masciarelli ·
Mizoerov ·
Nepomnyaşşïy ·
Petrov ·
Renev ·
Štangelj ·  
Tiralongo · 
Vaitkus ·
Vinokoerov ·
Zejts ·
Groezdev (stagiair) ·
Joemabekov (stagiair) ·
Sjoetsjemojin (stagiair) ·
Tlewbajev (stagiair)
Aru ·
Bazajev ·
Božič ·
Brajkovič ·
Dyaçenko ·
Fofonov ·
Gasparotto ·
Gavazzi ·
Groezdev ·
Guarnieri ·
Hryvko ·
M. Iglinski · 
V. Iglinski ·
Kangert ·
Kasjetsjkin ·
Kessiakoff ·
Kišerlovski ·
Kreuziger ·
Masciarelli (tot 31/05) ·
Moeravjov ·
Nepomnyaşşïy ·
Petrov ·
Ponzi ·
Renev ·
Seeldraeyers · 
Silin · 
Tiralongo · 
Vinokoerov  ·
Zejts
Agnoli ·
Aru ·
Bazajev ·
Božič ·
Brajkovič ·
Dyaçenko ·
Fuglsang ·
Gasparotto ·
Gavazzi ·
Groezdev ·
Guardini ·
Guarnieri ·
Hryvko ·
Huffman ·
Iglinski · 
Kamışev ·
Kangert ·
Kasjetsjkin ·
Kessiakoff ·
Loetsenko ·
Moeravjov ·
Nibali ·
Ponzi ·
Seeldraeyers · 
Silin · 
Tiralongo · 
Tlewbajev ·
Vanotti ·
Zejts
Agnoli · Aru · Božič · Brajkovič · Dyaçenko · Fominykh · Fuglsang · Gasparotto · Gavazzi · Groezdev · Guardini · Guarnieri · Hryvko · Huffman · V.Iglinski · M.Iglinski · Kamışev · Kangert · Kessiakoff · Landa · Loetsenko · Moeravjov · Nibali · Scarponi · Tiralongo · Tlewbajev · Vanotti · Westra · Zejts · Ayazbajev (stagiair) · Davïdenok (stagiair) · Qojatajev (stagiair)
Agnoli · Aru · Ayazbajev · Boom · Božič · Cataldo · De Vreese · Dyaçenko · Fominykh · Fuglsang · Groezdev · Guardini · Hryvko · Kamışev · Kangert · Landa · Loetsenko · López · Malacarne · Nibali · Qojatajev · Rosa · Sánchez · Scarponi · Taaramäe · Tiralongo · Tlewbajev · Vanotti · Westra · Zejts
Agnoli · Aru · Ayazbajev · Boom · Capecchi · Cataldo · De Vreese · Fominykh · Fuglsang · Groezdev · Guardini · Hryvko · Kamışev · Kangert · Loetsenko · López · Malacarne · Nibali · Ömirzaqov · Qojatajev · Rosa · Sánchez · Scarponi · Smukulis · Tiralongo · Tlewbajev · Vanotti · Westra · Zacharov · Zejts · Bïjigitov (stagiair) · Koelimbetov (stagiair)
Aru · Bilbao · Bïjigitov · Breschel · Cataldo · De Vreese · Fominykh · Fuglsang · Gatto · Groezdev · Hansen · Hryvko · Kamışev · Kangert · Korsæth · Loetsenko · López · Minali · Moser · Qojatajev · Sánchez · Scarponi · Stalnov · Tiralongo · Tlewbajev · Tsjernetski · Valgren · Zacharov · Zejts · Gïdïç (stagiair) · Lauk (stagiair)
Bilbao · Bïjigitov · Cataldo · Cort · De Vreese · Fominykh · Fraile · Fuglsang · Gatto · Gïdïç · Groezdev · Hansen · Hirt · Houle · Hryvko · Kangert · Korsæth · Loetsenko · López · Minali · Moser · Qojatajev · Sánchez · Stalnov · Tlewbajev · Tsjernetski · Valgren · Villella · Zacharov · Zejts